# Ernst Leumann
 (octobre 2017).
Le contenu est difficilement compréhensible vu les erreurs de traduction, qui sont peut-être dues à l'utilisation d'un logiciel de traduction automatique.
Ernst Leumann (né le 11 avril 1859 à Berg et mort le 24 avril 1931 à Fribourg-en-Brisgau) est un jaïnologue, pionnier de la recherche du jaïnisme et des langues du Turkestan. Son travail trouve de l'attention encore aujourd'hui.

## Carrière
- Études de linguistique à l'Université de Zurich et à l'Université de Genève et étude du sanskrit à l'Université de Leipzig et à l'Université de Berlin. Doctorat en 1881 à l'Université de Strasbourg (sujet de thèse : « Etymologisches Wörterbuch der Sanskritsprache » (dictionnaire étymologique du sanskrit)[4]).
- 1882–84 : contributions au Sanskrit-English Dictionary (dictionnaire anglais-sanscrit) à Oxford[A 2].
- 1884 : professeur d'école à Frauenfeld (Suisse).
- 1884 : professeur de sanscrit à l'Université de Strasbourg, où il devenait aussi doyen en 1909-10.
- 1919 : professeur honoraire à Fribourg-en-Brisgau[A 3].

## Publications
Auteur
- Beziehungen der Jaina-Literatur zu anderen Literaturkreisen Indiens[5].
- Übersicht über die Āvaśyaka-Literatur Glossar[6].
- Das Aupapâtika Sûtra, erstes Upânga der Jaina : 1. Teil – Einleitung, Text und Glossar[7].
- Die Nonne. Ein neuer Roman aus dem alten Indien[8].

Éditeur
- Série Indica.

Publications posthumes
- Übersicht über die Avasyaka-Literatur. Aus dem Nachlaß herausgegeben von Walther Schubring, Glossar[9].
- Kleine Schriften Glossar[10].